# Таскудук (Алимтауский сельский округ)
Таскудук (каз. Тасқұдық) — село в Сарыагашском районе Туркестанской области Казахстана. Входит в состав Алимтауского сельского округа. Код КАТО — 515439400.

## Население
В 1999 году население села составляло 325 человек (159 мужчин и 166 женщин). По данным переписи 2009 года, в селе проживало 275 человек (135 мужчин и 140 женщин).